# Подгряване на вчерашния обед
„Подгряване на вчерашния обед“ е български игрален филм (драма) от 2002 година на режисьора Костадин Бонев, по сценарий на Миле Неделковски. Оператор е Константин Занков. Музиката във филма е композирана от Николай Иванов – Ом.

## Сюжет
Република Македония след разпада на Титова Югославия.
Една жена решава да говори след повече от 40 години мълчание. Излезлите наяве тайни, грижливо прикривани толкова време, хвърлят в смут силните на деня. И те решават да действат.
„Подгряване на вчерашния обед“ е филмов разказ за събития, в които разликата между добро и зло е напълно заличена, а героите, които отказват да приемат този факт, са осъдени да заплатят за това много висока цена.

## Актьорски състав
- Светлана Янчева – Старата Катерина
- Биляна Казакова – Младата Катерина
- Мария Мазнева – Малката Катерина
- Снежина Петрова – Цена
- Руси Чанев – Дедо Ванде
- Атанас Атанасов – Кирил Вандев
- Галин Стоев – Режисьорът
- Досьо Досев – Божин
- Николай Мутафчиев – Младият Божин
- Стоян Сърданов – Лешко
- Рубенс Муратовски – Операторът
- Стефан Вълдобрев – Попадамчев
- Деян Донков – Джако
- Васил Банов – Старият Джако
- Бранко Гьорчев – Сръбският учител
- Камен Донев
- Вълчо Камарашев - старият Иван
- Петър Райжеков
- Благое Николич
- Десислава Стойчева
- Иван Петрушинов
- Пламен Сираков
- Йордан Биков - Алчо
- Мария Сапунджиева
- Румена Трифонова
- Радосвета Василева
- Валентин Гошев
- Мая Виткова
- Невена Бозукова

## Награди
- СПЕЦИАЛНАТА НАГРАДА, (Варна, 2002).
- НАГРАДАТА ЗА СЦЕНАРИЙ, (Варна, 2002).
- НАГРАДАТА ЗА ЖЕНСКА РОЛЯ на СВЕТЛАНА ЯНЧЕВА, (Варна, 2002).
- НАГРАДАТА НА МИНИСТЕРСТВО НА КУЛТУРАТА И „БОЯНА ФИЛМ“ ЕАД ЗА НАЙ-ДОБЪР, (Варна, 2002). РЕЖИСЬОРСКИ ДЕБЮТ И НАЙ-ДОБРА МЛАДА АКТРИСА на БИЛЯНА КАЗАКОВА, (Варна, 2002).
- ФИЛМЪТ Е ПРЕДЛОЖЕН ЗА НОМИНАЦИЯ ЗА „ОСКАР“ ЗА ЧУЖДОЕЗИЧЕН ФИЛМ, (2003).
- ДИПЛОМ И НАГРАДА НА СБФД НА КОНСТАНТИН ЗАНКОВ, (Попово, 2002).